# Dick Cheney

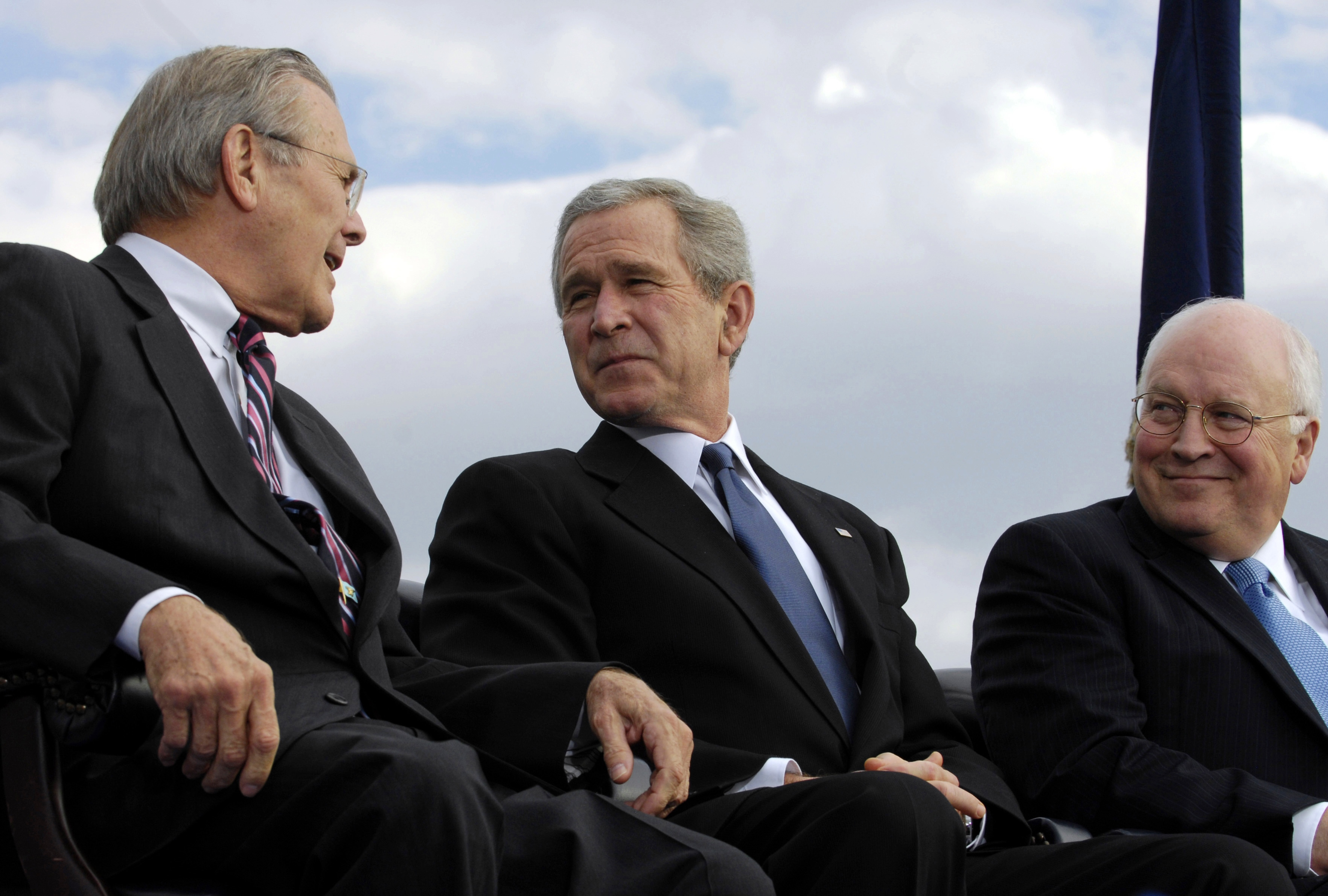
Cheney (canto direito) junto com Donald Rumsfeld e George W. Bush, em 2006.

Richard Bruce Cheney (/ˈtʃeɪni/; nascido em 30 de janeiro de 1941) é um político e empresário americano que serviu como o 46.º vice-presidente dos Estados Unidos de 2001 a 2009. É frequentemente recordado como um dos vice-presidentes mais poderosos da história do país, em termos de influência, e ainda como um dos mais impopulares, com seu índice de aprovação sendo de apenas 13% (em 2011).
Nascido em Lincoln, Nebraska, Cheney cresceu no Wyoming. Estudou em Yale e depois na Universidade de Wyoming, conquistando um BA e um MA em ciências políticas. Começou sua carreira política como estagiário para o congressista William A. Steiger, eventualmente chegando a Casa Branca durante as presidências de Richard Nixon e Gerald Ford, alcançando a posição de Chefe de Gabinete da Casa Branca, de 1975 a 1977. Em 1978, Cheney foi eleito para a Câmara dos Representantes por Wyoming de 1979 a 1989, sendo reeleito cinco vezes; em 1989 chegou a servir como líder da minoria na Câmara. Cheney foi escolhido por George H. W. Bush para servir como seu Secretário de Defesa, mantendo-se no cargo de 1989 a 1993. Durante seu tempo a frente do Departamento de Defesa, Cheney supervisionou a Operação Tempestade no Deserto, entre outras ações. Durante a presidência de Bill Clinton, Cheney se afastou da política e se dedicou aos negócios, se tornando presidente e CEO da empresa de petróleo Halliburton, de 1995 a 2000.
Em julho de 2000, Dick Cheney foi escolhido pelo Partido Republicano como candidato a vice na chapa de George W. Bush na eleição presidencial daquele ano. Eles derrotaram os candidatos democratas, Al Gore e Joe Lieberman. Em 2004, Cheney foi reeleito como vice do presidente Bush, derrotando John Kerry e John Edwards. Durante seu período como vice-presidente, Cheney teve um papel importante na Casa Branca, exercendo forte influência política, por trás das cortinas, durante toda a Presidência de George W. Bush, especialmente na área de política externa e de segurança nacional após os atentados terroristas de 11 de setembro de 2001; ele foi um dos arquitetos da Guerra Global ao Terrorismo e um dos proponentes da Operação "Liberdade do Iraque". Durante e após seu serviço no Executivo, ele sempre defendeu o legado da administração Bush e suas ações antiterrorismo, que envolviam políticas de espionagem sobre a população americana por parte da NSA e a aprovação de técnicas de tortura sancionadas pelo governo (chamadas de "técnicas avançadas de interrogatório"). Em 2009, ao deixar a Casa Branca, o índice de rejeição de Dick Cheney como vice-presidente era de 63%.
Após 2009, Cheney deixou a vida pública, se retirando para sua casa em McLean, Virgínia, mantendo casas também em Wyoming e Maryland. Ainda assim, manteve-se comentando a respeito da política no país. Foi crítico do governo Barack Obama e o chamou de um presidente "fraco", mas elogiou a decisão de Obama de autorizar uma operação militar no Paquistão que acabou matando Osama bin Laden. Ele chamou a interferência russa na eleição presidencial nos Estados Unidos em 2016 como um "ato de guerra".
Escreveu suas memórias, em 2011, intitulada In My Time: A Personal and Political Memoir, com coautoria de sua filha Liz Cheney. Apesar de ter visões majoritariamente conservadoras, Cheney é defensor do casamento entre pessoas do mesmo sexo.